# Имперская палата культуры
Имперская палата культуры (нем. Reichskulturkammer: RKK) — созданная по инициативе министерства народного просвещения и пропаганды профессиональная организация творческих работников нацистской Германии. Использовалась в качестве инструмента государственного контроля всех работников сферы искусства, так как творческой деятельностью могли заниматься только лица, состоящие в соответствующей палате Имперской палаты культуры.

## Закон о создании имперской палаты культуры
22 сентября 1933 года германское правительство утвердило «Закон о создании имперской палаты культуры», в основу которой лёг принцип организационного строения «временной кинопалаты». Согласно этому закону все деятели культуры были «охвачены» семью отдельными имперскими палатами — кино, литературы, печати, радио, музыки, театра, изобразительных искусств. В § 3 указывалось, что для новых палат действуют условия, определённые Законом о создании временной кинопалаты. Проведение подобных организационных мероприятий в первую очередь в кино национал-социалисты обосновывали тем, что «реорганизация в этой важной области представлялась особенно настоятельной». Определённую роль здесь сыграло и то обстоятельство, что в кино без заметного сопротивления было достигнуто соглашение между экономическими, творческими и политическими кругами, а позиции Геббельса внутри партии упрочились, после того как Розенберг, Лей и некоторые другие партийные работники весной 1933 г. отказались от своих претензий на решение вопросов культуры.
В обосновании закона указывалось: «За счёт создания имперского министерства народного просвещения и пропаганды рейх выразил свою волю взять в свои руки задачу духовного руководства народом. (…) Задачей государства является борьба против вредных и поддержка ценных сил в культуре, причём в духе ответственности за национальное сообщество. В этом смысле культура остаётся индивидуальной и свободной. Однако для того чтобы заниматься политикой в области немецкой культуры, необходимо охватить творческих работников всех областей под руководством рейха для единого формирования воли». Семь параграфов представляли собой новый «Закон о предоставлении чрезвычайных полномочий» министру пропаганды в области культуры.

## Управление палатой
- Президент — Йозеф Геббельс
- Генеральный секретарь — Ханс Хинкель

## Дегенеративное искусство
Имперская палата культуры сыграла значительную роль в нацистском преследовании современного искусства, определяемого нацистами как «культурбольшевизм». Одним из заметных проектов подразделения Bildende Künste (с нем. — «Изобразительное искусство») под руководством Адольфа Циглера была выставка Entartete Kunst, которое считалось «дегенеративным». Открывшись в июле 1937 года в Мюнхене, выставка затем проводилась с 1938 по 1941 год в Берлине, Лейпциге, Дюссельдорфе, Зальцбурге и Гамбурге. Посещаемость измерялась миллионами (возможно, в основном потому, что вход был бесплатным), и так называемое дегенеративное искусство оказалось более популярным среди общественности, чем ожидали нацисты. Поначалу Геббельс поддерживал немецких экспрессионистов, пока Гитлер не вмешался и не выразил своё отвращение к таким художникам, как Макс Либерман и Эмиль Нольде.

## Структурные подразделения
- Имперская палата кинематографии — в разное время президентами были Фритц Шоейрманн[нем.] (1933—1935), Освальд Лених[нем.] (1935—1939) и Карл Фрёлих (1939—1945);
- Имперская палата печати[нем.] — президенты Макс Аманн (1933—1938) и Отто Дитрих (1938—1945);
- Имперская палата радиовещания (упразднена в окт. 1939) — президенты Хорст Дресслер-Андресс[нем.] (1933—1937) и Ганс Криглер (1937—1939);
- Имперская палата театра[нем.] — президенты Отто Лавбрингер[нем.] (1933—1935), Райнер Шлоссер[нем.] (1935—1938), Людвиг Кёрнер[нем.] (1938—1942) и Пауль Хартманн;
- Имперская палата литературы[нем.] — президенты Ганс Фридрих Блунк[нем.] (1934—1935) и Ганс Йост (1935—1945);
- Имперская палата музыки — президенты Рихард Штраус (1933—1935) и Петер Раабе (1935—1945);
- Имперская палата изобразительного искусства[нем.] — президенты Ойген Хёниг[нем.] (1933—1936), Адольф Циглер (1936—1943) и Вильгельм Крайс (1943—1945).